# Domenico Merlini

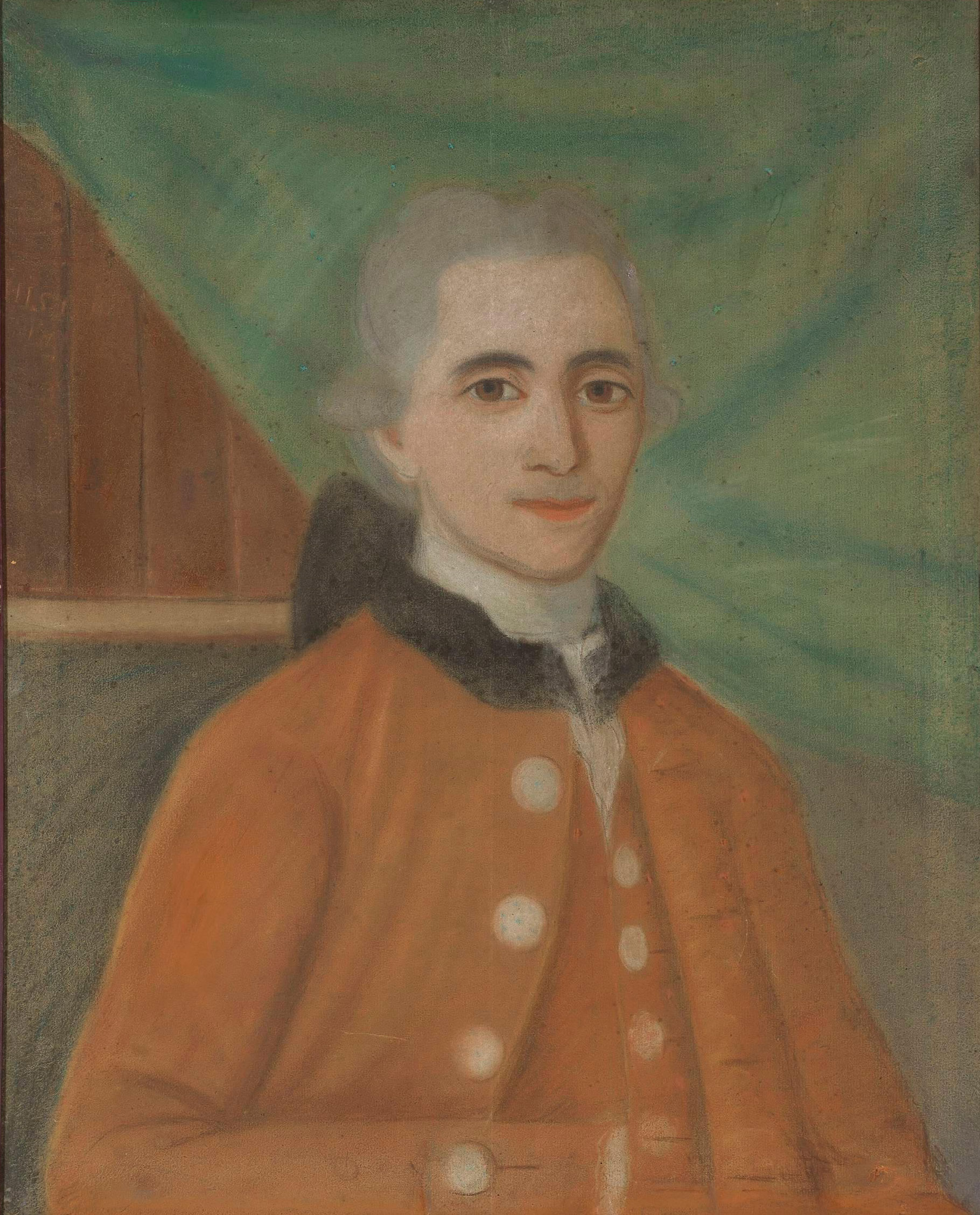
Domenico Merlini

Domenico Merlini (tiếng Ba Lan: Dominik Merlini) (sinh ngày 22 tháng 2 năm 1730 - ngày 20 tháng 2 năm 1797) là kiến trúc sư người Ý - Ba Lan mang phong cách cổ điển.

## Đời tư và sự nghiệp
Ông chuyển đến Ba Lan sinh sống từ năm 1750 cho đến cuối đời. Năm 1768, ông là một nhà quý tộc, sau đó ông trở thành một Kiến trúc sư của Hoàng gia vào năm 1773. Ông nổi tiếng với công trình  Phòng tắm Hoàng gia ở Warszawa.
Ông xây dựng một số tòa nhà công cộng và tư nhân ở Warszawa và các thành phố khác của Ba Lan, ông thường hợp tác với Jan Chrystian Kamsetzer và Johann Christian Schuch. Phong cách của các kiến trúc của ông điển hình là chủ nghĩa cổ điển Ba Lan ở Warszawa trong thời đại của Stanisław August Poniatowski. Merlini bị ảnh hưởng một phần bởi kiến trúc Palladio  và một số yếu tố baroque trong công trình của mình.

## Công trình
- Tu sửa Lâu đài Ujazdów từ năm 1766 đến năm 1771
- Cải tạo thư viện trong Lâu đài Hoàng gia từ năm 1776 đến năm 1786
- Công viên Łazienki, bao gồm Cung điện Łazienki và một số tòa nhà khác
- Cung điện ở Opole Lubelskie
- Cung điện ở Jabłonna từ năm 1775 đến năm 1779
- Cung điện ở Królikarnia từ năm 1782 đến năm 1786
- Xây dựng lại Cung điện Krasiński ở Warszawa, 1783
- Cải tạo Cung điện Brühl
- Nhà thờ Công giáo Hy Lạp ở Warszawa